# ESGOO
ESGOO is een schaakvereniging in de Nederlandse stad Enschede. Het was in 1911 opgericht als Enschedeesch Schaak Genootschap (E.S.G.) en fuseerde in 1955 met de in 1935 opgerichte reizigersschaakclub Onder Ons (O.O.) tot ESGOO.
Het sinds 1950 gehouden ESGOO-snelschaaktoernooi is het oudste snelschaaktoernooi in Nederland en mogelijk ter wereld. ESGOO vormt voorts de bakermat van het Keizersysteem, een toernooiformule ontwikkeld door de toenmalige secretaris J.H. Keizer dat thans wereldwijd door schaak- en damclubs wordt gebruikt.

## Geschiedenis

### 1911–1955: Enschedeesch Schaakgenootschap
In de tijd dat Emmanuel Lasker wereldkampioen schaken is, komt op 10 oktober 1911 in café Mulder een gezelschap schaakliefhebbers bijeen. Café Mulder is gevestigd aan de Haaksbergerstraat in Enschede. Het gezelschap richt de schaakclub "Enschedeesch Schaakgenootschap" (E.S.G.) op,  Het is gevestigd in hotel Mulder en waarvan het voorloopig bestuur bestaat uit de heren P. van Dam (voorzitter) en B.J. van Stapele (secretaris, penningmeester). Tien leden meldden zich aan, terwijl de donderdagavond in eerste instantie als speelavond wordt aangewezen. Opmerkelijk is dat er al een Enschedese schaakvereniging actief is, onder de naam Enschedesche Schaakclub.
Louis Gans (een bekende schaker uit Amsterdam en de latere auteur van "Het Schaakspel, beschouwingen over het spel en zijn voornaamste beoefenaars") wordt door Enschedesche Schaakclub uitgenodigd voor een simultaan. Een partij werd gewonnen door J.B. Blijdenstein, terwijl de partij met H.J. Blijdenstein remise werd. De indruk werd verkregen dat de heer Gans bijzonder royaal speelde, waardoor enkele partijen wat gerekt werden en aan de partner een kansje werd geschonken.
Vanaf november 1911 zijn de speelavonden van ESG op verzoek verzet naar de maandag. Zij worden gehouden in de bovenzaal van het café Mulder en vangen om 8 uur aan.
In het seizoen 1926–1927 behaalt de vereniging de eerste prijs in de kring Twente van de wintercompetitie van de N.S.B. ESG wint alle wedstrijden tegen Enschedesche Schaakclub, Hengelo en Oldenzaal. Jaarlijks wordt een massakamp gehouden tegen Westfalen, een reeks die in 1932 wordt afgebroken wegens "bijzondere politieke toestand bij onze buren."
In 1931 heeft ESG rond de dertig leden. Er worden klokken aangeschaft. De heren Rusius en Spiele betalen met een vrijwillige bijdrage deze klokken.

### 1935–1955: Onder Ons
Op 1 december 1935 wordt de reizigersschaakclub Onder Ons (O.O.) opgericht in café Royal. O.O. wordt in 1938 ongeslagen kampioen van de TSB. In 1940 promoveert O.O. naar de eerste klasse van de TSB. In 1950 organiseert O.O. het eerste snelschaaktoernooi van Nederland. Op de jaarvergadering van 1955 wordt, zeer tegen de zin van het bestuur, de wens geuit een fusie met E.S.G. nader te onderzoeken.

### 1955–heden: ESGOO
De basis voor de fusie wordt op 1 september 1955 gelegd tijdens een gecombineerde vergadering. Het bestuur van O.O. meent geen verantwoordelijkheid voor de fusie te kunnen dragen en treedt en bloc af. Wel belooft het trouw aan de nieuwe combinatie.
In het notulenboek wordt voor het eerst de nieuwe naam genoemd: ESGOO (zonder puntjes). ESGOO gaat op dinsdag in Hotel Modern spelen. Als competitievorm wordt het Keizersysteem aangehouden. Er zijn 61 leden; hiermee kunnen voor de TSB vijf tientallen worden ingeschreven. In de loop der jaren groeit ESGOO naar een vereniging van meer dan 100 leden.
ESGOO blijft na het jubileum nog vele jaren spelen in Hotel Modern ("het meest sfeervolle hotel ter plaatse"). Na de verkoop van Hotel Modern gaat ESGOO een aantal jaren in het Denksportencentrum in Enschede spelen. Daarna volgt de overgang naar de locatie Fit Form aan de Buurserstraat 214 in Enschede. Hier speelt ESGOO een aantal jaren tussen de fitness-toestellen.
Anno 2006 wordt besloten om voor de interne competitie te gaan samenwerken met de Schaakvereniging Park Stokhorst in Enschede. De interne competitie wordt gespeeld op de maandagavond in 't Volbert.

## Competitie
ESGOO speelt met 5 teams in de externe competitie van de Koninklijke Nederlandse Schaakbond (KNSB) en Schaakbond Overijssel (SBO). ESGOO 1 speelt in de meesterklasse van de KNSB. ESGOO 2 speelt 3e klasse KNSB. ESGOO 3, 4 en 5 spelen in de SBO.

### ESGOO-snelschaaktoernooi
Het ESGOO-snelschaaktoernooi geldt als het oudste snelschaaktoernooi in Nederland en mogelijk ter wereld. Het toernooi is sinds 1950 ieder jaar gehouden. De toenmalige vereniging Onder Ons wilde in 1950 haar 15-jarige jubileum op bijzondere wijze vieren. O.O. kreeg van de KNSB toestemming om een snelschaakwedstrijd te organiseren met als inzet de titel: snelschaakkampioen van Twente.
De organisatie was in handen van de heer Tromp die de wedstrijdschema's ontwierp. Steeds schaakte twee derde van de deelnemers en fungeerde een derde deel als notulist om toe te zien op het aantal gespeelde zetten. Het speeltempo bedroeg 45 zetten per kwartier en vervolgens 15 zetten per vijf minuten. De winnaar van het eerste snelschaaktoernooi werd P.J.H. Willems uit Oldenzaal.
Onder de winnaars van het toernooi zijn bekende schakers als J.H. Donner (1954), Jan Timman (1970), Hans Böhm (1971), Genna Sosonko (1972), Eddie Scholl (1974) en Rini Kuijf (1985).

### Systeem Keizer
Het systeem Keizer is een indelingssysteem voor de interne verenigingscompetitie schaken (of dammen), dat is ontworpen door het ESGOO-lid J.H. Keizer (ca.1913–1984). Uit onvrede over het verloop van de traditionele clubcompetitie werkte Keizer een flexibel systeem uit voor clubcompetities. Deelnemers kunnen ongelijke aantallen partijen spelen, zodat nieuwe spelers makkelijk kunnen worden toegevoegd.
Het systeem is in het seizoen 1954-1955 voor het eerst getest. Het benodigde rekenwerk werd indertijd met de hand uitgevoerd. De eerste Keizer-competitie werd gewonnen door de heer Keizer zelf. In 1967 kwam de eerste computerversie van het Keizer-systeem gereed.

## Bekende (oud-)leden
In de loop der jaren heeft ESGOO een aantal schakers voortgebracht die nationaal en internationaal succesvol zijn, zoals:
- Frank Kroeze
- Oscar Lemmers
- Wouter Spoelman

- J.H. Keizer (erelid), secretaris en geestesvader van Systeem Keizer.[7]